# 16589 Hastrup
16589 Hastrup (1992 SL1) là một tiểu hành tinh vành đai chính bên trong được phát hiện ngày 24 tháng 9 năm 1992 bởi E. F. Helin ở Palomar.